# Guajataca-tó
A Guajataca-tó mesterséges tó, melyet 1929-ben építettek San Sebastián, Quebradillas, valamint Isabela települések között, Puerto Ricóban. A tavat az azonos nevű Guajataca-folyó táplálja. A tavon engedélyezett a horgászat. A tó vizéből nyerik az ivóvizet Puerto Rico északnyugati részén. A tó mellett található a Camp Guajataca cserkésztábor, amely az Amerikai Cserkészszövetség egyik szálláshelye az országban. A tó környékén mintegy 10 fokkal hűvösebb az időjárás, mint az ország többi részén. Többek közt emiatt is népszerű kirándulóhelynek számít.
A tó nevét a környező vidékről kapta. Guajatacának nevezik a Quebradillas, San Sebastián és Isabela közt húzódó területet. A szó a taino indiánoktól származik, akik még Kolumbusz Kristóf érkezése előtt ezen a vidéken laktak. Az Amerikai Egyesült Államok hadseregének műszaki hadteste építette 1929-ben azt a gátat, amelynek segítségével létrehozták e tavat. A gát 36 méter magas, 300 méter hosszú. A gát napjainkban a Puerto Rico-i Áramszolgáltató tulajdonában van.
2017. szeptember 22-én, helyi idő szerint 14:10 kor (CET 19:10) a tó gátja megsérült a Maria hurrikán során lehullott több, mint 400 milliméternyi csapadék miatt és villámárvizet okozott az alatta húzódó zegzugos völgyben, de nem szakadt át teljesen. A hatóságok felszólították az embereket, hogy lentebb fekvő területekről azonnal meneküljenek magaslati pontokra.

## Fordítás
Ez a szócikk részben vagy egészben  a   Guajataca Lake című angol Wikipédia-szócikk ezen változatának fordításán alapul.  Az eredeti cikk szerkesztőit annak laptörténete sorolja fel. Ez a jelzés csupán a megfogalmazás eredetét és a szerzői jogokat jelzi, nem szolgál a cikkben szereplő információk forrásmegjelöléseként.